# Peyrilles
Peyrilles é uma comuna francesa na região administrativa de Occitânia, no departamento de Lot. Estende-se por uma área de 28,41 km². Em 2010 a comuna tinha 363 habitantes (densidade: 12,8 hab./km²).